# Volo British Airways 2069
Il volo British Airways 2069 era un volo passeggeri di linea operato dalla British Airways tra l'aeroporto di Gatwick in Inghilterra e l'aeroporto Jomo Kenyatta a Nairobi, in Kenya. Alle 05:00 del 29 dicembre 2000, un passeggero malato di mente fece irruzione nel cockpit e tentò di dirottare l'aereo. Il 747 entrò in stallo durante la lotta. Il comandante William Hagan e il suo equipaggio furono in grado di bloccare l'aggressore mentre il primo ufficiale Phil Watson riprese il controllo dell'aereo, portando la situazione sotto controllo.

## L'aereo
L'aereo coinvolto era un Boeing 747-436 in livrea etnica Ndebele Martha della British Airways, codice di registrazione G-BNLM, consegnato alla compagnia inglese il 28 giugno 1990.

## L'incidente
Intorno alle 05:00 ora locale, la cabina di pilotaggio di un Boeing 747-400 della British Airways, in volo da Gatwick all'aeroporto Jomo Kenyatta, è stata presa d'assalto da un passeggero keniota mentalmente instabile di nome Paul Mukonyi. Attaccando il primo ufficiale Phil Watson ai comandi, Mukonyi afferrò la barra di comando e cercò di eseguire un cambio di rotta. Ciò provocò la disconnessione dell'autopilota ed una lotta tra lui e Watson, facendo salire bruscamente l'aereo, stallando da 42.000 piedi (13.000 m) e precipitando verso il suolo a 30.000 piedi (9.100 m) al minuto. Mentre Mukonyi e Watson combattevano per i controlli, alla lotta si unì il comandante Hagan, che era uscito per fare una pausa poco prima dell'attacco. Due passeggeri (Henry Clarke Bynum e Gifford Murrell Shaw, entrambi di Sumter, Carolina del Sud, Stati Uniti) seduti nel ponte superiore riuscirono ad entrare nella cabina di pilotaggio per assistere, nonostante le manovre estreme, e contribuirono a togliere Mukonyi dai comandi e farlo uscire dalla cabina di pilotaggio. Anche due assistenti di volo corsero a dare una mano. Il primo ufficiale Watson è stato dunque in grado di riprendere il controllo e riportare l'aereo in volo livellato. Successivamente, il comandante Hagan parlò dal sistema di diffusione sonora di bordo per rassicurare i passeggeri e il volo proseguì senza ulteriori incidenti. I violenti cambi di assetto durante l'incidente hanno procurato delle ferite lievi tra quattro passeggeri; uno degli assistenti di volo si ruppe la caviglia. Dopo lo sbarco a Nairobi Mukonyi è stato immediatamente trasferito alle autorità. Le azioni subito dopo l'arresto sono state registrate su un video amatoriale dal figlio del musicista inglese Bryan Ferry; entrambi erano passeggeri del volo. Successivamente si scoprì che Mukonyi era affetto dalla paranoia di essere seguito e stava cercando di uccidere coloro che considerava una minaccia, in questo caso i passeggeri e l'equipaggio del volo.

## Conseguenze
Il comandante William Hagan ed i primi ufficiali Phil Watson e Richard Webb hanno ricevuto un Polaris Award nel 2001. Ad Hagan è stato conferito anche il premio People of the Year della Royal Association for Disability and Rehabilitation (RADAR).
Un gruppo di 16 passeggeri americani hanno intentato una causa multimilionaria contro British Airways. Ai passeggeri britannici è stato offerto un risarcimento di £ 2.000 e un biglietto gratuito ciascuno. L'effettivo pacchetto di compensazione di BA per i passeggeri britannici includeva l'importo in contanti di £ 2.000, la partecipazione gratuita al corso "Fear of Flying" all'aeroporto di Birmingham e un biglietto gratuito per qualsiasi parte del mondo sulla rete di flotte della BA. Nel 2013 anche un piccolo gruppo di passeggeri britannici provò ad intentare una causa contro BA, ma non è stato possibile avviarla e i loro sforzi non hanno avuto successo.
British Airways non gestisce più questa rotta, volando invece da Heathrow. Tuttavia la British mantenne in uso il numero del volo, sebbene a partire da marzo 2020 è utilizzato per la rotta Londra Gatwick – Mauritius.
G-BNLM è rimasto all'interno della flotta di British Airways fino alla fine del 2013, quando è stato ritirato dal servizio e successivamente posto in magazzino presso l'aeroporto di logistica della California meridionale, venendo demolito nel 2018.